# Historia antropologiczna
Historia antropologiczna - dziedzina historiografii wykorzystująca metody i perspektywę badawczą antropologii kulturowej. W odróżnieniu od tradycyjnej historiografii, historia antropologiczna rozszerza zakres badań nad społeczeństwem i jednostką, zajmując się problemami mentalności i świadomości zbiorowej, relacji międzyludzkich, życia codziennego, religijności, relacji człowieka ze środowiskiem przyrodniczym a także doświadczania śmierci, miłości, choroby.
Wyodrębnienie się historii antropologicznej jako nowej specjalności badań historycznych datuje się na lata siedemdziesiąte XX wieku, kiedy ukazały się dwie prace: Ser i robaki. Wizja świata pewnego młynarza z XVI w. Carlo Ginzburga (1976) oraz Montaillou - wioska heretyków Emmanuela Le Roy Ladurie (1975).
Historia antropologiczna określana jest czasami błędnie mianem antropologii historycznej, która jednak jako subdyscyplina antropologii społecznej posiada własną tradycję badawczą. Ta niejasność terminologiczna stanowi konsekwencję tzw. antropologizacji nauk humanistycznych, w tym wypadku historii.